# Anna Kashfi
Anna Kashfi (født Joan O'Callaghan; 30. september 1934, død 21. august 2015) var en Britisk filmskuespiller. Hun havde en kort Hollywood-karriere i 1950'erne. Hun er bedst kendt for at have giftet sig med Marlon Brando. Hendes første film var The Mountain fra 1956.
Kashfi døde den 21. august 2015 i Woodland, Washington; hun blev 80 år gammel.

## Filmografi
- The Mountain (1956)
- Battle Hymn (1957)
- Cowboy (1958)
- Night of the Quarter Moon (1959)